# Hard Clad Silica Optical Fiber
Hard Clad Silica Optical Fiber (kurz HCS-Fiber oder HCSF, dt. Hart-ummantelter Lichtwellenleiter), auch Polymer Clad Silica Fiber oder Plastic Clad Silica Fiber (kurz PCS-Fiber oder PCF-Fiber), bezeichnet einen Lichtwellenleiter mit einem optischen Kern aus Quarzglas und einem optischen Mantel aus einem speziellen Kunststoff z. B. Tefzel (ETFE), Kern und Mantel bilden hierbei nicht wie bei Quarz/Quarz-Fasern (engl. Silica-Silica-Fiber) eine untrennbare Einheit. 

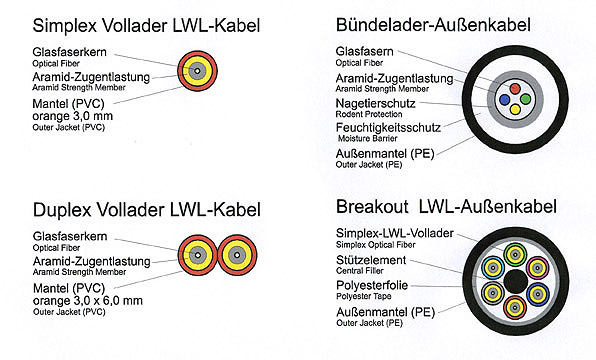
Aufbau von HCS- und Glasfaser-LWL

HCS-Fasern eignen sich aufgrund ihrer mittleren Bandbreite und Übertragungsrate von < 100 MBit/s für mittlere Reichweiten bis zwei Kilometer, z. B. in lokalen Netzen von Gebäuden oder in der Industrie. Hierbei gilt im Allgemeinen: Je höher die Dämpfung, desto niedriger die Reichweite.

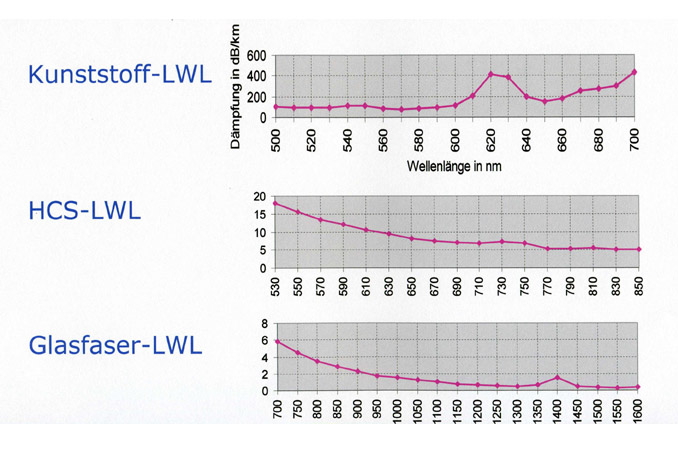
Spektraldämpfung von Lichtwellenleitern (LWL)

Zum Vergleich: Kunststoff-LWL (auch POF – Polymere optische Faser) haben eine Datenraten < 1000 MBit/s. Die maximale Reichweite beträgt rund 100 Meter. Glasfaser-LWL verfügen hingegen über sehr hohe Bandbreiten und Übertragungsraten bis hin zu GBit/s. Mit Glasfaser lassen sich daher Reichweiten von mehr als 10 Kilometer erzielen.
Eine HCS-Faser bewegt sich daher hinsichtlich der Reichweite zwischen POF-LWL und Multi- oder Singlemode-Fasern.
Für HCS-Kabel gibt es (HCS-F-SMA) und verschiedene HFBR-Stecker, sowie FO5-, FO7-, SC- und FC/PC-Stecker.
| Fasertyp         | Kern/Mantel           | Einsatzgebiet                                                          | Ausdehnung     | Datenraten        |
| ---------------- | --------------------- | ---------------------------------------------------------------------- | -------------- | ----------------- |
| Glasfaser        | 9/125 µm 10/125 µm    | Telekommunikation                                                      | mehr als 10 km | MBit/s bis GBit/s |
| Glasfaser        | 50/125 µm 62,5/125 µm | lokale Netze in mittleren Arealen, Anlagen, Gebäude, Telekommunikation | bis 4 km       | < 155 MBit/s      |
| HCS-Faser        | 200/230 µm            | lokale Netze in Gebäuden und Industrie                                 | bis zu 2 km    | < 100 MBit/s      |
| Kunststoff (POF) | 980/1000 µm           | lokale Netze in Gebäuden, Industrie und KFZ                            | bis 100 m      | < 1000 MBit/s     |